# Witkowo
Witkowo é um município da Polônia, na voivodia da Grande Polônia e no condado de Gniezno. Estende-se por uma área de 8,3 km², com 7 968 habitantes, segundo os censos de 2016, com uma densidade de 958,8 hab/km².